# Die Sonne Satan
Die Sonne Satan era un progetto musicale dark ambient italiano, attivo dal 1991 al 1997 interpretato e fondato dal misterioso Paolo Beltrame..
Il nome del progetto appare scritto non correttamente come Die Sonne Satans nell'album Sigillo e nella compilation Archive Compendium.

## Formazione
Paolo Beltrame - sintetizzatore; compositore e autore di tutte le melodie

## Discografia
- 1993 - White Secrets / Metaphora (Old Europa Cafe) - Split album con Runes Order
- 1994 - Factotum (Slaughter Production)
- 1995 - Omega (Slaughter Production)
- 1996 - Sigillo (Sadisque)
- 1997 - Archive Compendium (Dark Vinil Record) - Compilation[4]